# Theatro Circo
El Theatro Circo es un teatro que se encuentra en Braga, Portugal, inaugurado el 21 de abril de 1915 con la opereta La reginetta delle rose de Ruggero Leoncavallo.